# CDR (souborový formát)
CDR (stylizováno jako .cdr) je proprietární formát vektorové grafiky, který vyvinula Corel Corporation v roce 1989. Jako hlavní výstup jej používá software Corel Draw.

## Kompatibilní software
Je možné jej otevřít v programu Corel Draw a dalších programech od Corel Corporation. Mimo jiné jej podporují i některé vektorové editory třetích stran, jako Inkscape, nebo Adobe Illustrator.